# 122 av. J.-C.
Pour les articles homonymes, voir 122 (homonymie).
Cette page concerne l'année 122 av. J.-C. du calendrier julien proleptique.

## Événements
- 28 juillet 123 av. J.-C. (1er janvier 632 du calendrier romain) : début à Rome du consulat de Gnaeus Domitius Ahenobarbus et Caius Fannius Strabo[1].
  - Caius Gracchus propose l’octroi de la cité romaine aux Latins et celui de la cité latine aux autres italiens. Ces lois sont repoussées par le Sénat en partie à cause de Fannius[2].
  - Le tribun de la plèbe Marcus Livius Drusus inaugure une politique curieuse mais judicieuse de surenchères démagogiques, par exemple en supprimant le « vectigal » que devait payer les nouveaux propriétaires sur les lots d'ager publicus distribués, que Caius Gracchus avait maintenu, et en multipliant, au-delà du nécessaire, le nombre des colonies[3].
- 9 décembre : fin du tribunat de Caius Gracchus[4]. Lorsque Caius Gracchus présente sa candidature pour un nouveau mandat de tribun de la plèbe, le Sénat romain manœuvre pour mettre en avant son propre candidat, Livius Drusus, qui se présente avec un programme de surenchères, conçu dans le seul but d'être plus populiste que ce qu'avait pu proposer Gracchus.

- Reconstruction de Carthage sous le nom de Colonia Junonia (Junon est apparentée à Tanit). Caius Gracchus passe deux mois en Afrique pour mener à bien les opérations de cadastration de la colonie[5]. À son retour à Rome, sa popularité est battue en brèche par la politique de M. Livius Drusus. Il échoue dans sa candidature pour un troisième tribunat.
- Fondation, par le consul romain Caius Sextius Calvinus, de la colonie d'Aquae Sextiae (« les eaux de Sextius » en raison de la présence de sources thermales), future Aix-en-Provence[6].
- Début du règne en Inde de Pulindaka, roi Shunga du Magadha (fin en 119 av. J.-C.)[7].
- En 122/121 av. J.-C. ; Mithridate II de Parthie intervient en Babylonie contre Hyspaosinès, roi de Characène, qui devient vassal des Parthes[8].

## Naissances en 122 av. J.-C.
- Adnan, ancétre du prophète Mahomet
- Sertorius, homme politique romain

## Décès
- Liu An, seigneur féodal chinois, à l'origine du Huainan Zi, ouvrage encyclopédique.